# Fantome Island
Fantome Island, il cui nome aborigeno Djabugay è Eumilli, è un'isola del gruppo delle Palm Islands. L'isola è situata nel mar dei Coralli al largo della costa del Queensland, in Australia, a nord-ovest della città di Townsville. Fantome, assieme a Curacoa Island, si trova a nord-ovest di Great Palm Island, tra quest'ultima e Orpheus Island; l'isola ha una superficie di 7,47 km² ed è circondata da una barriera corallina.
Fantome fa parte della Contea aborigena di Palm Island (Aboriginal Shire of Palm Island) assieme a Great Palm Island e alle altre isole minori del gruppo (Curacoa Island, Havannah Island, Brisk Island, Esk Island, Falcon Island, Eclipse Island, Barber Island e Fly Island).

## Storia
Fantome Island fu decretata riserva aborigena nel 1925. L'anno seguente fu fondato il Fantome Island Lock Hospital per pazienti affetti da malattie veneree. Nel 1937, l'isola era diventata una stazione di convalescenza prima di essere ammessi a Palm Island. L'isola era utilizzata anche per i malati di tubercolosi. Nel 1939 le Suore francescane missionarie di Maria presero il controllo dell'ospedale e fu fondato un lebbrosario che chiuse nel 1973.